# Jimmy Hoffa
Jimmy Hoffa (James Riddle Hoffa) fou un sindicalista estatunidenc, conegut pel seu vincles amb la màfia. Nascut el 14 de febrer de 1913 a Brazil (Indiana), i desaparegut misteriosament el 30 de juliol de 1975 a Detroit (Michigan), va ser declarat oficialment mort el 30 de juliol de 1982. Figura com un dels principals sospitosos d'haver ordenat l'assassinat de John F. Kennedy.

## Biografia
L'any 1929, Hoffa va començar a fer de camioner, just quan estava a punt de començar la Gran Depressió, però aviat es va allistar al sindicat fent front als excessos de la patronal d'aquell negoci. El 1931, amb 18 anys, esdevingué dirigent sindical i el 1933 obtingué una regulació legal a favor dels camioners dels Estats Units. D'aquesta manera, es va convertir en un líder obrer carismàtic. No obstant això, l'any 1950 Hoffa va ser acusat d’amenaçar a petits patrons que es negaven a negociar amb ell, fent servir pinxos de la màfia a canvi de blanquejar fonts de diners il·legals del crim organitzat a través de xarxes sindicals.
Tot i així, Hoffa va ascendir al cim del sindicat de transportistes quan l'anterior president va ser arrestat per malversació al 1957. John i Bob Kennedy estaven al capdavant del comitè polític encarregat d'investigar les il·legalitats del sindicat. L'aversió d'Hoffa vers els Kennedy el va portar a fer donatius al republicà Nixon i a recolzar a Lyndon B. Johnson, l'adversari de Kennedy, a les eleccions presidencials del 1960.
Com a fiscal general, Bob Kennedy va accentuar la lluita antimàfia i va actuar contra sindicalistes corruptes en diferents processos de coaccions i suborn a la justícia. Al 1967, mentre prosperaven els sumaris iniciats pels germans Kennedy, Hoffa va ingressar a la presó amb tretze anys de condemna per suborns i coaccions al jurat que l'investigava pels seus vincles amb la màfia, però sense poder-se provar el blanqueig de diners. Amb la victòria de Nixon (1969), Hoffa va ser indultat amb la condició de no participar en activitats sindicals durant almenys deu anys, però el sindicalista va iniciar una lluita per recuperar el poder perdut. El FBI creia que el seu retorn al sindicat suposava una amenaça, perquè la màfia volia prendre el control financer sostraient milions de dòlars dels fons de pensions dels agremiats.

#### Desaparició
A Hoffa se'l va veure viu per darrer cop el 30 de juliol de 1975, mentre era a l’aparcament del restaurant Machus Red Fox al suburbi Bloomfield Township de Detroit. Tenia previst reunir-se amb els líders de la màfia Tony Provenzano i Anthony Giacalone. A les dues de la tarda va telefonar a la seva dona per comunicar-li que ningú havia acudit a la cita i després ja no es va saber res més d'ell.
Una llegenda urbana apuntava que el seu cadàver està enterrat a la secció 107 de l'estadi dels Giants a Nova Jersey, i una altra assegurava que li van fer trossets i el van llençar a un pantà de Florida. En aquestes dues primeres versions s'atribueix el seu assassinat a la màfia, però tampoc hi falten les hipòtesis que assenyalen l'FBI com a botxí del sindicalista.
Durant molt temps es va rastrejar en el fons d'alguns llacs fronterers amb Canada i en diferents cases o granges de Detroit. Hipòtesis com l'eliminació per àcid o la incineració estaven a la ment de tothom. Després de recerques estèrils, Hoffa va ser declarat mort al 1982.

#### Enigmes i teories
Una teoria relaciona Hoffa amb el magnicidi de Dallas. En aquest sentit, la seva desaparició va impedir-ne la declaració al 1979 durant la segona comissió del cas JFK. En el llibre The Hoffa Wars, l'autor Dan Moldea involucra al sindicalista en l'atemptat juntament amb els capos Santos Trafficante i Carlos Marcello. Un informe de la comissió reconeix que els tres haurien tingut “motius, mitjans i oportunitat” per cometre el crim. Alguns historiadors creuen que Hoffa i la màfia creien que la mort del president acabaria amb el mandat de Bob Kennedy com a fiscal general, i certament fou així. La possibilitat que Hoffa i la màfia volien matar Kennedy esdevé plausible, però l'evidència real de la seva participació en el magnicidi no ha estat confirmada.
No menys sorprenent resulta el testimoni de Frank Sheeran, anomenat l'irlandès, que va “confessar” que havia assassinat al seu “amic” Jimmy Hoffa en el llibre I heard you paint houses? de Charles Brandt. El títol (He sentit que pintés cases?) al·ludeix a la pregunta que Hoffa li feu a Sheeran quan el va conèixer, una manera subtil de confirmar si Sheeran tacava les parets de sang exercint com a sicari. Sobre la participació en el magnicidi del president Kennedy, Sheeran afirma que ell mateix es va limitar a lliurar armes a un home de Provenzano en una pista d’aterratge de Baltimore. També expressa el seu desconcert quan Jack Ruby va disparar a Oswald, atès que tant ell com Hoffa coneixien Ruby. En definitiva, Hoffa era l'home que sabia massa, disposat a esbombar-ho tot als mitjans de comunicació i, pel que explica “l'irlandès”, a ell li van encarregar viatjar a Detroit per “pintar una casa”. Provenzano i Giacalone mai van acudir a la cita, però sí en canvi ho va fer Sheeran que va anar amb el seu “amic” a una casa deshabitada i va disparar-li dos trets. Sembla que l’única part del cos d’Hoffa que el FBI va trobar en aquella adreça va ser un cabell, i el “pintor” va morir de càncer poc abans de la publicació del llibre.

## A la ficció i cultura popular
El 1978, el director Norman Jewison va dirigir la pel·lícula F. I. S. T., protagonitzada per Sylvester Stallone, basada parcialment en la vida de Jimmy Hoffa, encara que amb un altre cognom.
El 1992 es va estrenar la pel·lícula Hoffa protagonitzada per Jack Nicholson i dirigida per Danny DeVito.
A la comèdia Bruce Almighty (2003), el personatge que interpreta Jim Carrey troba el cos d'Hoffa.
A The Sopranos en un episodi del 2006, fan referència a Jimmy Hoffa. El mafiós Tony és operat d'una ferida de bala a l'estómac i el cirurgià fa broma dient que ha trobat Hoffa a l'interior del cos.
A la sèrie Ozark (2017-2022) a l'episodi sisè de la primera temporada, surt el presumpte assassí d'Hoffa confessant-t'ho quatre dècades després.
A la pel·lícula The Irishman (2019) de Martin Scorsese, Al Pacino interpreta el personatge d'Hoffa.
En un episodi de la sèrie Scorpion, Cabe Gallo (Robert Patrick) intriga sobre el parador d'Hoffa, adduint que el govern nord-americà sabia on era.